# Nokia E71

Smartphone-ul se bazează pe platforma S60 cu sistemul de operare Symbian v9.2.
Nokia E71 are un ecran de 2.4 inchi, o tastaură QWERTY și o cameră de 3.2 megapixeli.
E71 are Bluetooth, port Infraroșu, Wi-Fi și port micro-USB.

## Design
E71 are carcasa din inox si plastic și este disponibilă în 2 culori negru și alb.
În partea superioară găsim senzorul de lumină ambiantă și în dreaptă este camera pentru apelurile video.
Microfonul este în față. În partea stângă este amplasat slotul pentru cardul microSD și portul microUSB și sunt acoperite cu capace din plastic.
În partea dreaptă avem mufa audio de 2.5 mm, iar puțin mai jos sunt tastele de volum. Între acestea găsim butonul pentru comanda vocală.
În partea de sus este localizat difuzorul. 
În partea de jos avem mufa pentru încărcare și locasul pentru șnur.

## Multimedia
Camera foto are 3.2 megpaixeli cu focalizare automată și bliț LED cu care se pot face fotografii la rezoluția maximă de 2048 x 1536 pixeli.
Camera video este QVGA care captează la 15 cadre pe secundă.
Player-ul audio suportă formatele MP3/WMA/WAV/RA/AAC/M4A. Real Player suportă formatele video WMV/RV/MP4/3GP.

## Conectivitate
Conexiune se bazează pe GPRS, EDGE și HSDPA. E71 are un port Infraroșu, Bluetooth 2.0 cu A2DP, microUSB 2.0 și Wi-Fi 802.11 b/g.
Clientul de e-mail suportă protocoalele IMAP, POP3 și clientul de e-mail Nokia Mail permite conectarea la conturi Microsoft Exchange.
Are GPS integrat cu suport A-GPS și aplicația de navigație Nokia Maps.
Este echipat cu Radio FM și aplicația Visual Radio.

## Caracteristici
- Ecran TFT de 2.4 inchi cu suport până la 16 milioane de culori
- Procesor ARM 11 tactat la 369 MHz
- Memorie internă 110 MB, 128 MB RAM
- Camera de 3.2 megapixeli cu bliț LED cu rezoluția de 2048 x 1536 de pixeli
- EDGE, HSDPA
- Wi-Fi 802.11 b/g
- GPS cu A-GPS, Nokia Maps
- Mufă audio de 2.5 mm
- Sistem de operare Symbian OS v9.2, Series 60 v3.1
- Bluetooth 2.0 cu A2DP
- Micro-USB 2.0
- Port Infraroșu
- Radio FM și aplicația Visual Radio
- PTT (Push to Talk)